# Summer World University Games 2025/Bogenschießen
Bei den Summer World University Games 2025 wurden in Essen 10 Wettkämpfe im Bogenschießen ausgetragen. Die Qualifikation fand im Stadion des Sportpark Am Hallo statt. Die Finals wurden auf in der Zeche Zollverein ausgetragen.

## Bilanz

### Medaillenspiegel
| Platz  | Land               | 00 | 00 | 00 | Gesamt |
| ------ | ------------------ | -- | -- | -- | ------ |
| 1      | Südkorea           | 3  | 2  | 3  | 8      |
| 2      | Indien             | 2  | 2  | 1  | 5      |
| 3      | Japan              | 2  | 1  | 1  | 4      |
| 4      | China              | 1  | 2  | 1  | 4      |
| 5      | Chinesisch Taipeh  | 1  | 1  | –  | 2      |
| 6      | Türkei             | 1  | –  | 2  | 3      |
| 7      | Großbritannien     | –  | 1  | 1  | 2      |
| 8      | Vereinigte Staaten | –  | 1  | –  | 1      |
| 9      | Polen              | –  | –  | 1  | 1      |
| Gesamt | Gesamt             | 10 | 10 | 10 | 30     |

### Medaillengewinner

#### Männer
| Disziplin                | Gold                                                  | Silber                                        | Bronze                                                    |
| ------------------------ | ----------------------------------------------------- | --------------------------------------------- | --------------------------------------------------------- |
| Compoundbogen Einzel     | Sahil Jadhav                                          | Ajay Scott                                    | Przemysław Konecki                                        |
| Recurvebogen Einzel      | Tang Chih-chun                                        | Qin Wangyu                                    | Ulaş Berkim Tümer                                         |
| Compoundbogen Mannschaft | TürkeiBatuhan Akçaoğlu Yunus Emre Arslan Yakup Yıldız | IndienKushal Dalal Hritik Sharma Sahil Jadhav | SüdkoreaKim Sung-chul Lee Eun-ho Park Seung-hyun          |
| Recurvebogen Mannschaft  | JapanTetsuya Aoshima Yuya Funahashi Kosei Shirai      | SüdkoreaKim Seon-woo Kim Ye-chan Seo Min-gi   | TürkeiBerkay Akkoyun Ulaş Berkim Tümer Abdullah Yıldırmış |

#### Frauen
| Disziplin                | Gold                                         | Silber                                                            | Bronze                                                |
| ------------------------ | -------------------------------------------- | ----------------------------------------------------------------- | ----------------------------------------------------- |
| Compoundbogen Einzel     | Moon Ye-eun                                  | Parneet Kaur                                                      | Park Ye-rin                                           |
| Recurvebogen Einzel      | Nam Su-hyeon                                 | Liu Yanxiu                                                        | Ruka Uehara                                           |
| Compoundbogen Mannschaft | SüdkoreaKim Soo-yeon Moon Ye-eun Park Ye-rin | Vereinigte StaatenLeann Drake Sydney Sullenberger Danielle Woodie | IndienAvneet Kaur Madhura Dhamangaonikar Parneet Kaur |
| Recurvebogen Mannschaft  | JapanNanami Asakuno Waka Sonoda Ruka Uehara  | Chinesisch TaipehFong You Jhu Kuo Tzu-ying Li Cai Xuan            | ChinaHuang Yuwei Liu Yanxiu Wu Zihan                  |

#### Mixed
| Disziplin                | Gold                           | Silber                              | Bronze                                  |
| ------------------------ | ------------------------------ | ----------------------------------- | --------------------------------------- |
| Compoundbogen Mannschaft | IndienKushal Dalal Avneet Kaur | SüdkoreaPark Seung-hyun Park Ye-rin | GroßbritannienAjay Scott Hallie Boulton |
| Recurvebogen Mannschaft  | ChinaWang Yan Liu Yanxiu       | JapanYuya Funahashi Waka Sonoda     | SüdkoreaSeo Min-gi Nam Su-hyeon         |